# ألكسندر ألكسيف (لاعب كرة قدم)
ألكسندر ألكسيف (بالروسية: Алексеев, Александр Геннадьевич)‏ هو لاعب كرة قدم روسي في مركز الهجوم، ولد في 23 أغسطس 1989 في سانت بطرسبرغ في روسيا. لعب مع نادي ترانز نارفا ونادي توسنو.